# Samlade noveller 1 (Cortázar)
Samlade noveller 1 är första delen i en serie om två volymer som samlar den argentinske författaren Julio Cortázars noveller. Böckerna gavs ut 2007 på förlaget Modernista. Den första delen innehåller ett förord av författaren Ulf Eriksson.
Cortázar publicerade under sin livstid åtta novellsamlingar. En nionde, Den andra stranden, gavs i original ut postumt 1994 men skrevs mellan 1937 och 1945. Denna samling inleder den första volymen. Därefter följer novellsamlingarna i kronologisk ordning, med undantag för De hemliga vapnen och Slut på leken, där den senare i original gavs ut före den förra.
Berättelserna faller i huvudsaken inom genren magisk realism. Här återfinns författarens mest kända noveller, såsom "Intaget hus", "Drama i park", och "Axolotl" som alla uppvisar Cortázars lek med flytande identiteter och hur det gåtfulla plötsligt tar plats i vardagen. Andra berättelser är mer verklighetstrogna, såsom "Förföljaren" som inspirerats av den amerikanske jazzmusikern Charlie Parker. Novellen "Djävulens spott" var förlaga till den italienske regissören Michelangelo Antonionis film Blow-up – förstoringen från 1966.
Titlar och publiceringsår i original är angivna inom parentes.

## Den andra stranden (La otra orilla, 1994)
Plagiat och tolkningar (Plagios y traducciones)
- "Vampyrens son" (El hijo del vampiro)
- "Händerna som växer" (Las manos que crecen)
- "Delia, det ringer" (Llama el teléfono, Delia)
- "Remis djupa siesta" (Profunda siesta de Remi)
- "Pussel" (Puzzle)

Gabriel Medranos historier (Historias de Gabriel Medrano)
- "Natten ger tillbaka" (Retorno de la noche)
- "Häxa" (Bruja)
- "Flyttning" (Mudanza)
- "Fjärran spegel" (Distante espejo)

Inledning till astronomin (Prolegómenos a la astronomía)
- "Om planeternas symmetri" (De la simetría interplanetaria)
- "Stjärnstädarna" (Los limpiadores de estrellas)
- "Kort kurs i oceanografi" (Breve curso de oceanografía)
- "Handens station" (Estacíon de la mano)

## Bestiarium (Bestiario, 1951)
- "Intaget hus" (Casa tomada)
- "Brev till ung dam i Paris" (Carta a una señorita en París)
- "Långt borta. Alina Reyes dagbok" (Lejana)
- "Buss" (Ómnibus)
- "Huvudvärk" (Cefalea)
- "Kirke" (Circe)
- "Himmelens portar" (Las puertas del cielo)
- "Bestiarium" (Bestiario)

## De hemliga vapnen (Las armas secretas, 1959)
- "Brev från mamma" (Cartas de mamá)
- "Goda tjänster" (Los buenos servicios)
- "Djävulens spott" (Las babas del diablo)
- "Förföljaren" (El perseguidor)
- "De hemliga vapnen" (Las armas secretas)

## Slut på leken (Final del juego, 1956)
I
- "Drama i park" (Continuidad de los parques)
- "Ingen har någon skuld" (No se culpe a nadie)
- "Floden" (El río)
- "Gift" (Los venenos)
- "Den igenmurade dörren" (La puerta condenada)
- "Backanterna" (Las Ménades)

II
- "Idolen från Kykladerna" (El ídolo de las Cícladas)
- "En liten gul blomma" (Una flor amarilla)
- "Middagssamtal" (Sobremesa)
- "Musikbandet" (La banda)
- "Vännerna" (Los amigos)
- "Motivet" (El móvil)
- "Torito" (Torito)

III
- "Berättelse mot en fond av vatten" (Relato con un fondo de agua)
- "Efter lunchen" (Después del almuerzo)
- "Axolotl" (Axolotl)
- "Natt på rygg" (La noche boca arriba)
- "Slut på leken" (Final del juego)